# 冬の嵐作戦
冬の嵐作戦（ふゆのあらしさくせん）、ヴィンターゲヴィッター作戦（ドイツ語: Unternehmen Wintergewitter）は、第二次世界大戦の独ソ戦において1942年12月12日から12月23日に実施されたスターリングラードに包囲された枢軸国軍の救出作戦であるが、ソ連軍に阻止され包囲を解くことは出来なかった。

## 作戦の背景
ドイツ第6軍(司令官：フリードリヒ・パウルス装甲兵大将)は、既にスターリングラード市街地の約90%を占領し、完全占領を目指してソ連第62軍と熾烈な市街戦を展開していた。しかし、1942年11月19日、ソ連軍はスターリングラードの南北で反攻（ウラヌス作戦）に出て、ルーマニア第3軍およびルーマニア第4軍の保持する戦線を突破し、11月23日にはカラチ近郊で南北の攻勢部隊は手をつなぎ包囲網が完成した。後日に判明した所では、包囲されたのは約33万人の枢軸軍である。
包囲された部隊をどうするかが問題となったが、空軍参謀総長ハンス・イェションネク上級大将の”空輸はできると思う”という回答に意を強くしたヒトラーは、24日に空輸作戦の実施を命じると共に第6軍のパウルスにはスターリングラードの現戦線の維持を命じた。更に、第11軍司令部をもとにエーリヒ・フォン・マンシュタイン元帥を司令官とし、第6軍および第4装甲軍、ルーマニア第3軍からなるドン軍集団が新設された。マンシュタインの指揮の下、第6軍の救出作戦である冬の嵐作戦を実施することになったが、ドン軍集団の主戦線は弱体だったことからマンシュタインはヒトラーに戦力充填を要求した。この為、A軍集団、OKW予備、他戦線から兵力を移すことになったが、移管元が移管を渋ったり、輸送上の問題もあり増援部隊の来着には時間がかかった。
空軍は空輸作戦の為、可能なかぎりのJu-52輸送機を全戦域からかき集めたが、その空輸量は第6軍の要求した戦力維持レベルの700トン/日の半分にも達せず、ベスト記録で320トン、ゼロの日もあるという状況であった。11月25日、第4航空艦隊のヴォルフラム・フォン・リヒトホーフェン上級大将は、”空輸には500機のJu-52が必要だが第4航空艦隊は298機しか保有しておらず第6軍には脱出を許可するべきだ”と勧告したが、ヒトラーはこれを拒否した。空輸作戦が低調な為、包囲下の部隊は、たちまち食糧難に陥り、まず馬を殺して食べたので、重装備の移動などが困難になりますます戦力低下に拍車をかけた。

## 作戦開始まで
ソ連軍のスターリングラード包囲網が完成直後の11月末の時点で、包囲下の部隊からドイツ軍の主戦線への最短路は西に約40kmのニージネルチスカヤに近いチル川橋頭堡であった。しかし、ここからの攻勢はドン河を渡る必要があり、ソ連軍もドイツ軍の攻撃を予想していると考えられ、またソ連軍の増援も容易であろうと予測された。そこで、マンシュタインは、包囲網から南西へ約120kmのアクサイ川流域のコテリニコボを攻勢開始点とすることにした。というのも、この場合、必要な進撃距離は伸びるが、この正面のソ連軍はそれほど強力ではなく、包囲網までの天然の障害もアクサイ川とムイシコワ川のみであり、ドン河を渡るよりも容易だからである。計画では、コテリニコボ周辺のアクサイ川からLVII装甲軍団が北東へ進撃し、状況によってはニージネルチスカヤからXXXXVIII装甲軍団が東に向かって牽制攻撃を行うことになっていた。主攻勢部隊のLVII装甲軍団はA軍集団からの移管であり、指揮下に充当される予定の各師団もOKW予備か他戦線からの充当である事から、12月初めの段階では戦力蓄積は不十分な状態であった。
一方、ソ連軍はまずドン方面軍とスターリングラード方面軍によるスターリングラードの包囲網を完全にすることを優先し、次にボロネジ方面軍と南西方面軍がB軍集団とドン軍集団の戦線を突破してアゾフ海沿岸に到達し、A軍集団をドイツ軍南翼から切り離す、サターン作戦を準備中であった。

## 作戦の推移

スターリングラード攻防戦 1942年11月19日（青）から同年12月24日（緑:スターリングラード攻囲後）にかけての前線の推移

LVII装甲軍団の戦力蓄積は満足な状態ではなかったが、これ以上の遅延は作戦構想そのものが崩れかねないとして、マンシュタインは12月9日に12日の作戦開始を決めた。LVII装甲軍団(キルヒナー装甲兵大将)の第6装甲師団と第23装甲師団が主攻勢部隊で、両師団とも編成定数に近い戦力であった。右翼はルーマニアV軍団の歩兵師団である。対抗するソ連軍は第51軍(8個師団)でドイツ軍の攻勢を阻止できるほど強力ではなかったが、ドイツ軍の進撃を遅らせる努力はした。初日はソ連軍の不意を打つ事に成功し、ドイツ軍の中には50km近く前進した部隊もあった。
スタフカ（ソ連軍総司令部）は、ドイツ軍攻勢の危険性を認め、第2親衛軍(ロディオン・マリノフスキー中将)をドイツ軍を阻止するために派遣することに決めたが、第2親衛軍は自動車化された部隊ではなかったので、現在地(カラチ周辺)からムイシコワ川（包囲網南西端から約55km）まで、ドイツ軍より先に到達できるかは危ぶまれていた。13日にソ連軍は、サターン作戦の修正版、リトル・サターン作戦を発動し、南西方面軍がニージネルチスカヤのXXXXVIII装甲軍団より西のイタリア第8軍とホリト集団の戦線に攻撃をかけた。イタリア軍は2日間なんとか戦線を保持していたが崩れ始めた。同時に、第5戦車軍と第5打撃軍がニージネルチスカヤ近郊のドイツ軍チル川橋頭堡を攻撃した結果、14日にはドイツ軍は橋頭堡から撤収した。14日、マンシュタインはヒトラーを説得してヒトラーがチル川からの攻勢の為に保持していた第17装甲師団を攻勢部隊に加えることに成功し、17日より第17装甲師団は左翼で攻勢に加わった。16日にマンシュタインは、LVII装甲軍団が、ムイシコワ川を越えて包囲網に到達できる見込みが少なくなりつつあるので、第6軍が南西に向かって攻勢（脱出）をかける事を求めたが、ヒトラーはこれを拒否した。
ムイシコワ川へのドイツLVII装甲軍団とソ連第2親衛軍の競争は、結局ソ連軍が勝ち、ドイツ軍の到着前に第2親衛軍はムイシコワ川に布陣した。17日から21日まで、ムイシコワ川で、激戦が続いたが、LVII装甲軍団は、ついにソ連軍の防衛線を破ることはできなかった。
19日には、マンシュタインは、軍集団情報参謀のアイスマン少佐をスターリングラードに送って、パウルスの説得を試みたが、パウルスと第6軍参謀長のアルツゥール・シュミット少将は、今の第6軍には脱出作戦をやれる燃料も力もないと、脱出作戦の発動について否定的な回答を行い、これを受けて、改めてヒトラーは脱出作戦の発動を拒否した。
23日には、第6装甲師団はチル川戦線へ転用され、事実上、救出作戦は打ち切りとなった。第51軍と第2親衛軍は、22日よりムイシコワ川の線で攻勢に出て、24日には、ドイツ軍をアクサイ川まで押し戻してしまった。
24日には、ソ連第3親衛軍の第24戦車軍団は、タチンスカヤのドイツ軍空輸作戦飛行場を襲撃し、ソ連軍の主張では300機以上、ドイツ軍の主張では72機の航空機が破壊され、空輸作戦に大打撃を与えた。(タチンスカヤ飛行場襲撃(英語版))

## 作戦の結果

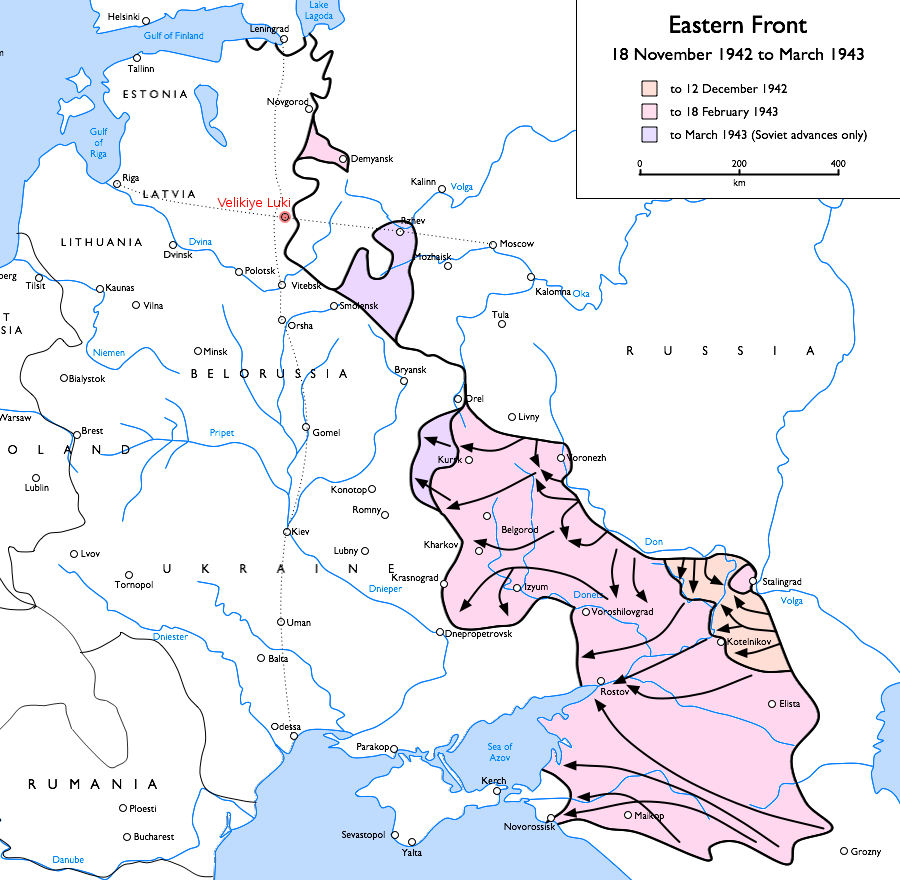
ブラウ・冬の嵐作戦後、1942年11月から1943年3月にかけての前線の推移

本作戦が失敗したことにより、第6軍を含む包囲されている部隊の命運は決まった。空輸作戦はその後も続行されたが、空輸作戦の飛行場がソ連軍の手に落ちるなどした結果、空輸量はやがて生存に必要なレベルにも届かなくなった。戦後のパウルスの回顧録では、12月下旬に最初の餓死者が出たという。結局、スターリングラードの枢軸軍は2月2日に全て降伏してしまった。

## 冬の嵐作戦を題材とした作品
- ガブリール・エギアザーロフ監督 『白銀の戦場 スターリングラード大攻防戦』、1972年 ソ連映画